# Комік-артс — Бруклін
«Комік-артс — Бруклін» (англ. Comic Arts Brooklyn) — фестиваль популярної культури, який щорічно проходить у Брукліні, що в місті Нью-Йорку, США. КАБ заснований 2013 року, є наступником Бруклінського фестивалю коміксів і графіки (англ. Brooklyn Comics and Graphics Festival).
«Комік-Артс Бруклін» заснований Ґабрієлем Фавлером, власником крамниці коміксів «Дезерт Айленд» (англ. Desert Island) у Брукліні. Цей фестиваль надає однодобовий виставковий простір, який займають близько 200 художників і художниць, а також видавництв коміксів. Виставковий простір у КАБ надається лише за пропозицією призвідників; ті, що бажають взяти в ньому участь мусять подати заяву.
Вхід на фестиваль є безкоштовним.

## Історія
Бруклінський фестиваль коміксів і графіки (БФКГ), попередник КАБ, був заснований 2009 року Ґабрієлем Фавлером, Біллом Карталопулосом (критиком і дослідником коміксів) і Деном Нейделом (засновником видавничої компанії «Пікчер-Бокс» (англ. PictureBox)). Фестиваль відбувався впродовж чотирьох років, допоки Карталопулос і Нейдел не оголосили в травні 2013 року, що більше проводитимуть БФКГ. У липні 2013 року Фавлер оголосив про створення «Комік-Артс Бруклін», який відбувся в листопаді того ж року. КАБ було вперше проведено 9 листопада 2013 року на старому місці проведення БФКГ.
2014 року КАБ було розширено від одного до двох фестивальних днів. Другий день був доданий навмисне для панельного обговорення.
«Комік-Артс Бруклін» офіційно не реєструє відвідуваність фестивалю; організатори були оцінили кількість відвідувачів «тисячами».